# Armeegruppe Balck
L'Armeegruppe Balck désigna durant la Seconde Guerre mondiale du nom de son commandant, le général Hermann Balck, le regroupement d'une armée allemande et d'un armée hongroise, l'ensemble au sein de la Heer (armée de terre) de la Wehrmacht.

## Zones d'opérations
- Front de l'Est : de janvier à mars 1945.

## Ordre de bataille
janvier-mars 1945
- 6. Armee
- 3e armée hongroise